# 鈴木Every Landy
鈴木Every Landy（日语：スズキ・エブリイランディ）乃是日本鈴木公司1999年至2005年間開發製造的小型單廂7人座廂型車，初期名稱為鈴木Every+（日语：スズキ・エブリイ プラス），僅限日本當地發售；2001年小改款後，才陸續輸出至臺灣、香港等市場。臺灣金鈴汽車引進後更名為鈴木Landy，中國大陸昌河鈴木公司所國產化的鈴木浪迪，其引擎陸續改用1.4L直列四缸DOHC K14B型、1.2L直列四缸DOHC K12B型等二種，外觀造型也與日規版不盡相同。

## 概要
鈴木以輕型商用車鈴木Every為基礎，延長車頭保桿、換置1.3L引擎、追加第三排座椅（2+2+3）而成為小型單廂廂型車，起初命名為「Every+」，2001年小改款之際更名成「Every Landy」。2005年停產後，其後繼車種則為日產汽車OEM供應的鈴木Landy。

## 歷史
1999年 - 6月17日原廠發表「Every+」，以輕型商用車鈴木Every為基礎，加以延長車頭、追加第三排座椅成為2+2+3之編排。動力心臟為1.3L直列四缸DOHC G13B型引擎，可輸出最大馬力85ps / 6,000rpm、扭力峰值11.3kg・m / 3,000rpm，搭配四速自排變速箱。同年12月3日推出特仕車「Limited」，含有可連接電視的卡式錄音帶音響系統、車側踏板、側門電動窗、新設置物空間等配備。
2000年 - 5月17日實施部份改良，包括前霧燈和尾燈組改採多重反射式設計以增加可辨識性，側滑門及尾門加裝鍍鉻飾條，第三排座椅改變形狀並加上頭枕等。同年11月15日推出「Every+ Limited II」特仕車，具有車側電動收縮腳踏板、CD/MD音響系統、第二排左右和第三排上方新設出風口、專屬內裝座椅等配備。
2001年 - 5月24日發表小改款，車名改為「Every Landy」。除了排檔桿整合到中控臺下方，新設電動升降踏板，第二列座椅改成折疊式，前保桿和進氣壩也改變造型，並新增尾翼。同年10月馬魯蒂鈴木公司繼1985年上市的馬魯蒂Omni後推出第二款商用廂型車「馬魯蒂Versa」，此車款以鈴木Every Landy為基礎，同樣搭載1.3L直列四缸DOHC G13B型引擎，全車近70%的零件為印度本土製造供應。車型區分成五人座的STD型及八人座的DX/DX2型，直到2009年11月宣佈停產。
2002年 - 9月臺灣金鈴汽車引進此車款，稱為「鈴木Landy」。動力心臟同為1.3L直列四缸DOHC G13B型引擎，搭配四速自排變速箱。外觀方面同樣具備全車空力套件加尾翼，內裝則採胡桃木飾板。
2003年 - 同為右駕之故，小改款的Every Landy於12月引進香港市場。動力及配備和日規版相去不遠，但是缺少車側電動升降踏板。
2005年 - 8月隨著大改款的第5代鈴木Every發表，Every Landy正式停產。

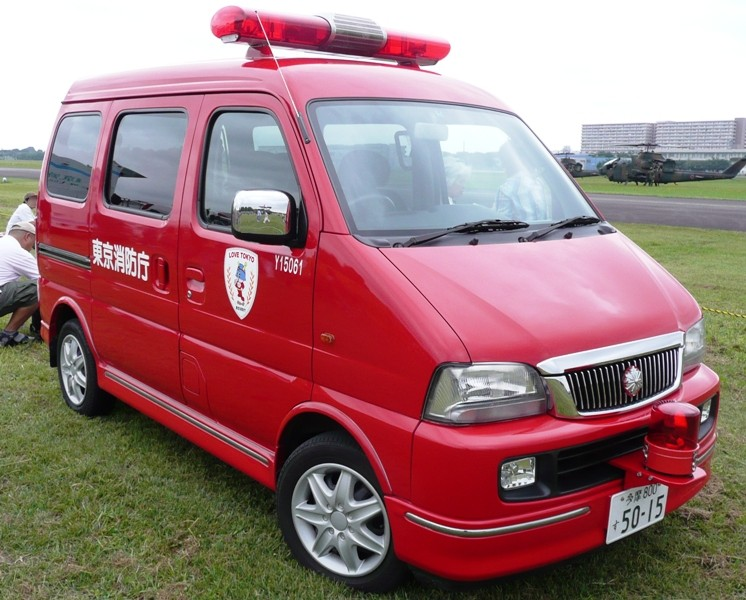
東京消防廳用車
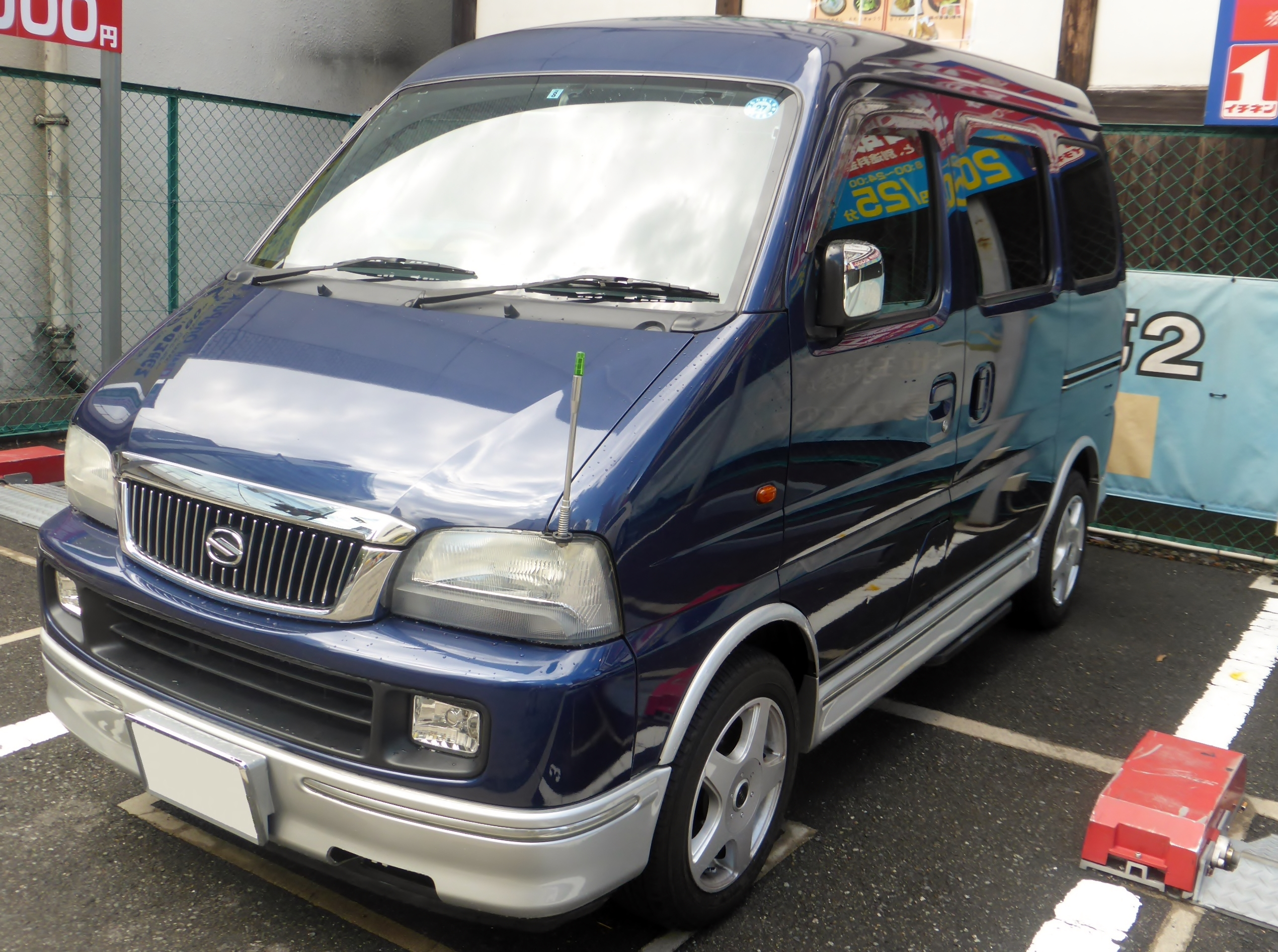
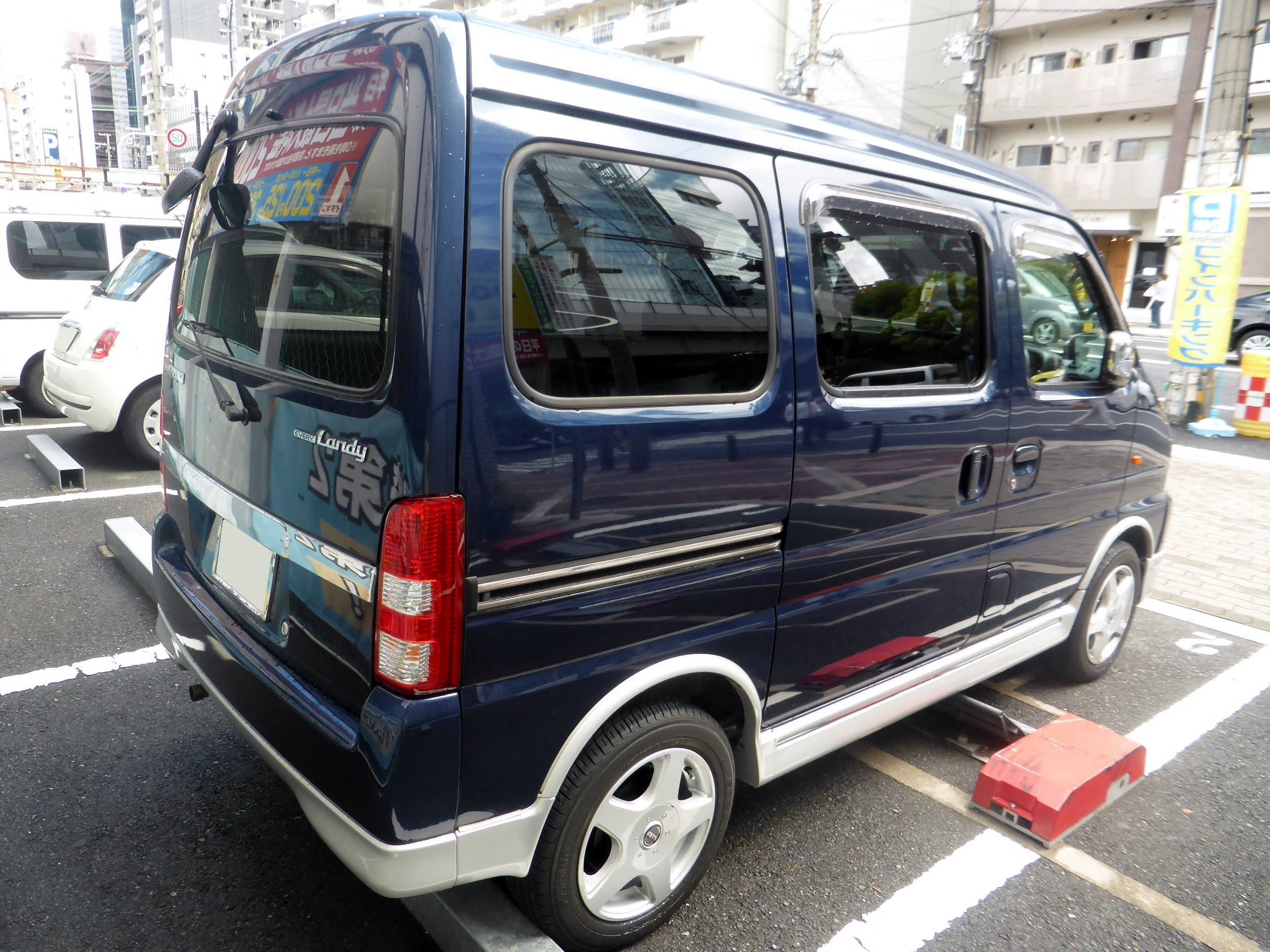
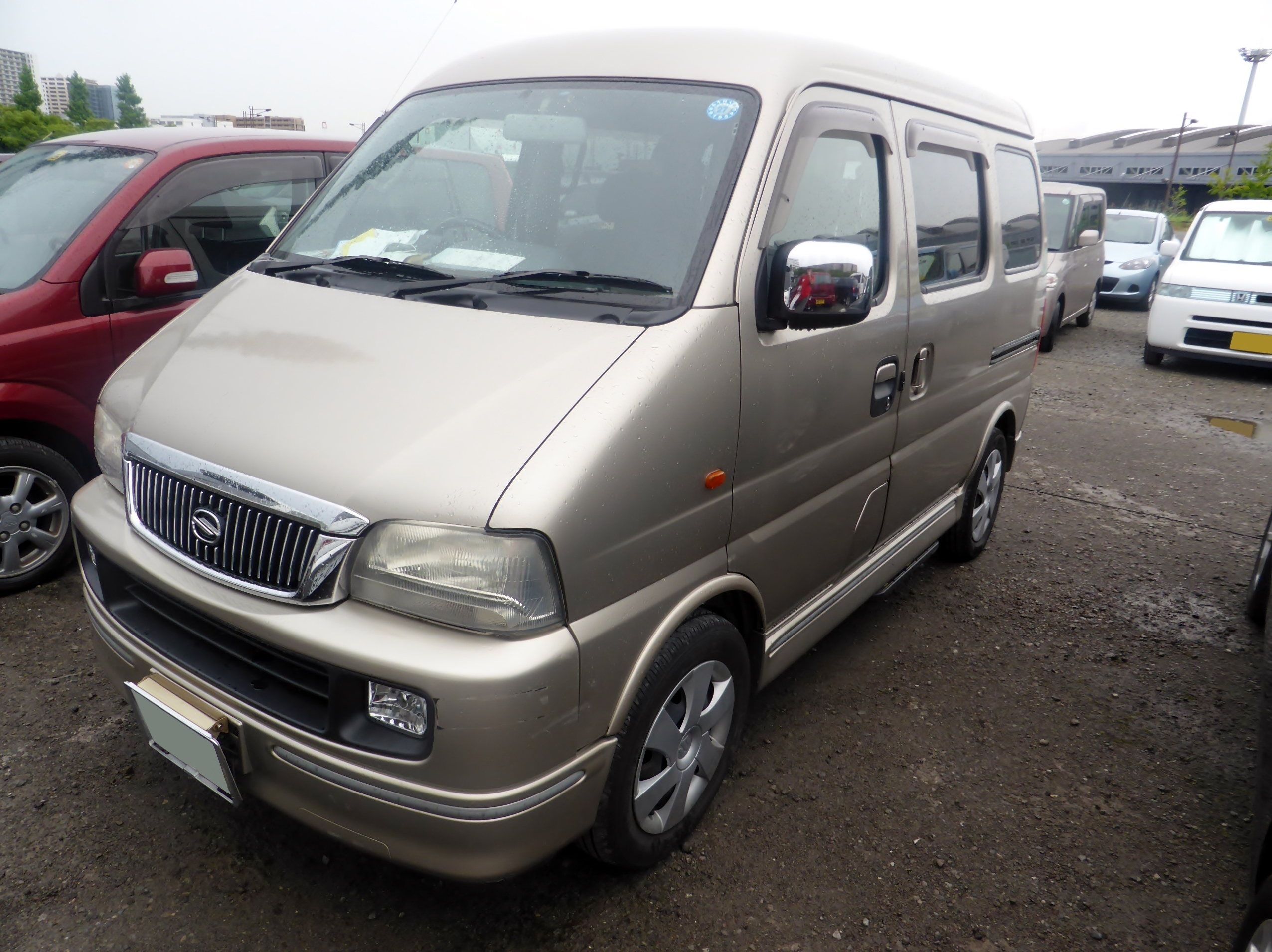
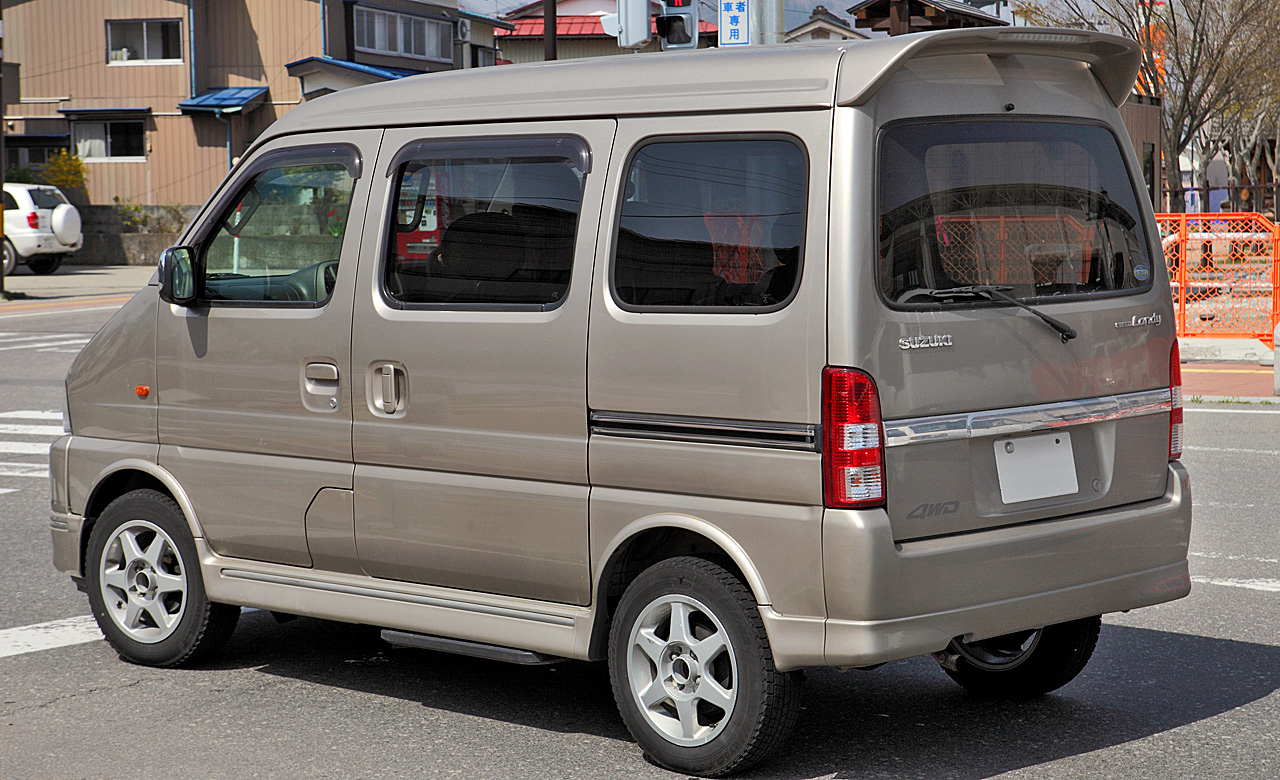
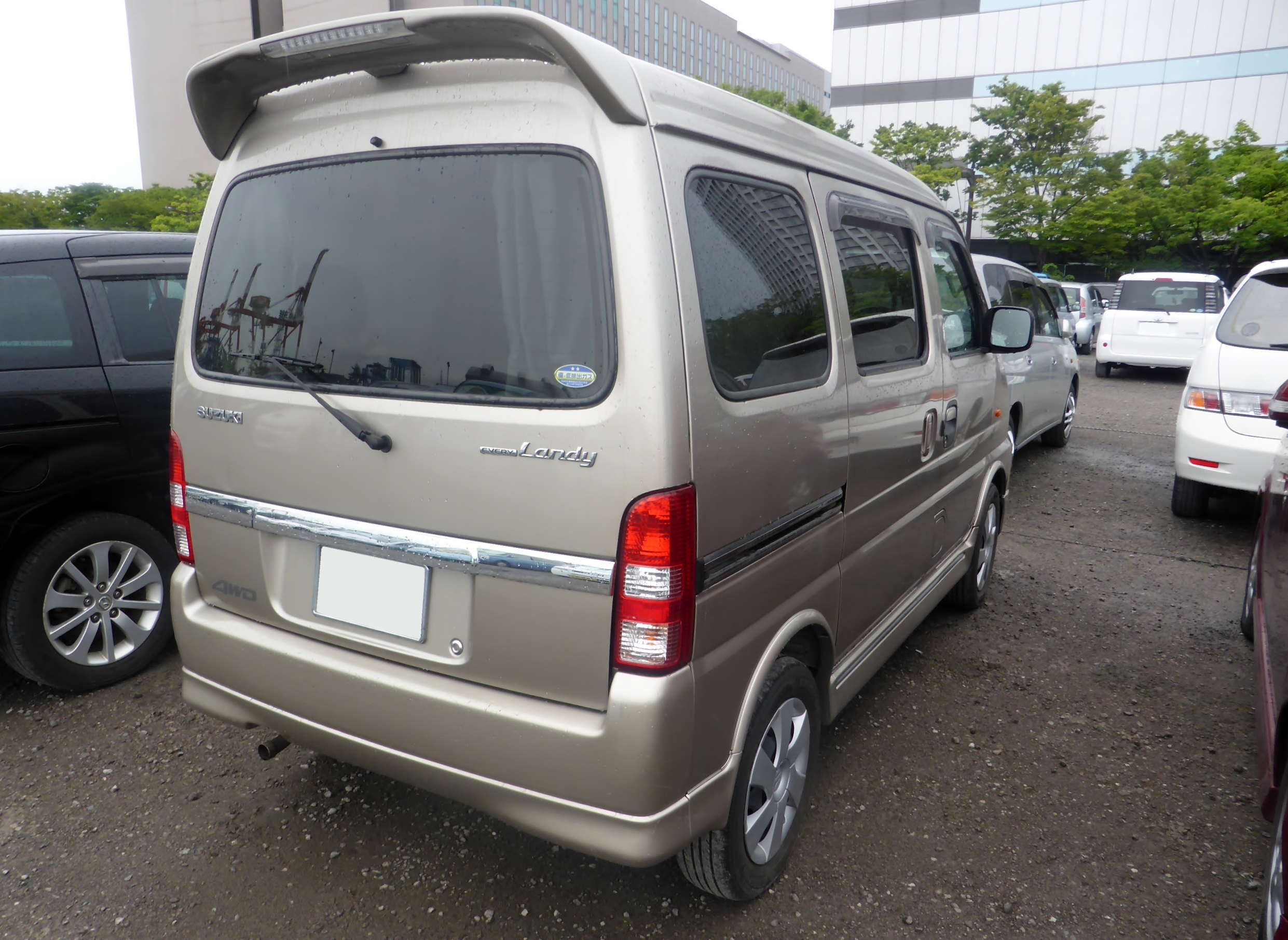

## 昌河鈴木浪迪
2007年 - 昌河鈴木公司在上海國際車展公開鈴木浪迪，隨即在同年5月上市。此車款以日規輕型車鈴木Every Wagon為藍本而發展，搭載排氣量較大的1.4L直列四缸DOHC K14B型引擎，具備96hp / 6,000rpm的最大馬力、11.7kg·m / 3,200rpm的峰值扭力。座椅的變化極大，除了入門等級的二人座、五人座，最多可達三排八人座。外觀方面和日規版稍有出入，大燈和進氣格柵都經過重新設計。
2010年 - 11月追加1.2L直列四缸DOHC K12B型引擎，並推出「陽光版」車型，具有原廠空調系統、附MP3功能之CD音響等；高端的舒適型則增設後車門電動窗（具防夾功能）、電子助力轉向裝置、鋁合金輪圈等配備。

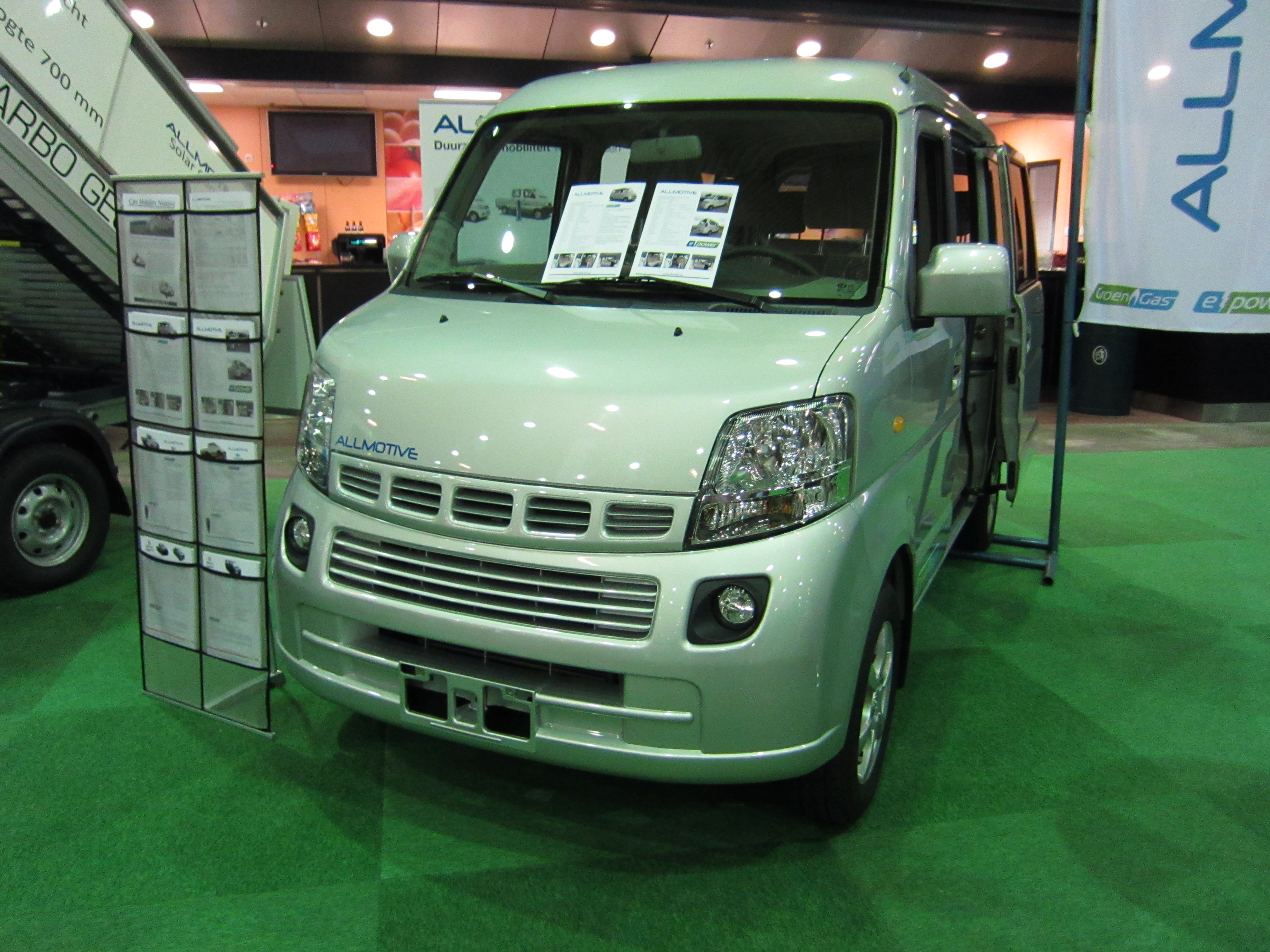
浪迪改裝的電動車
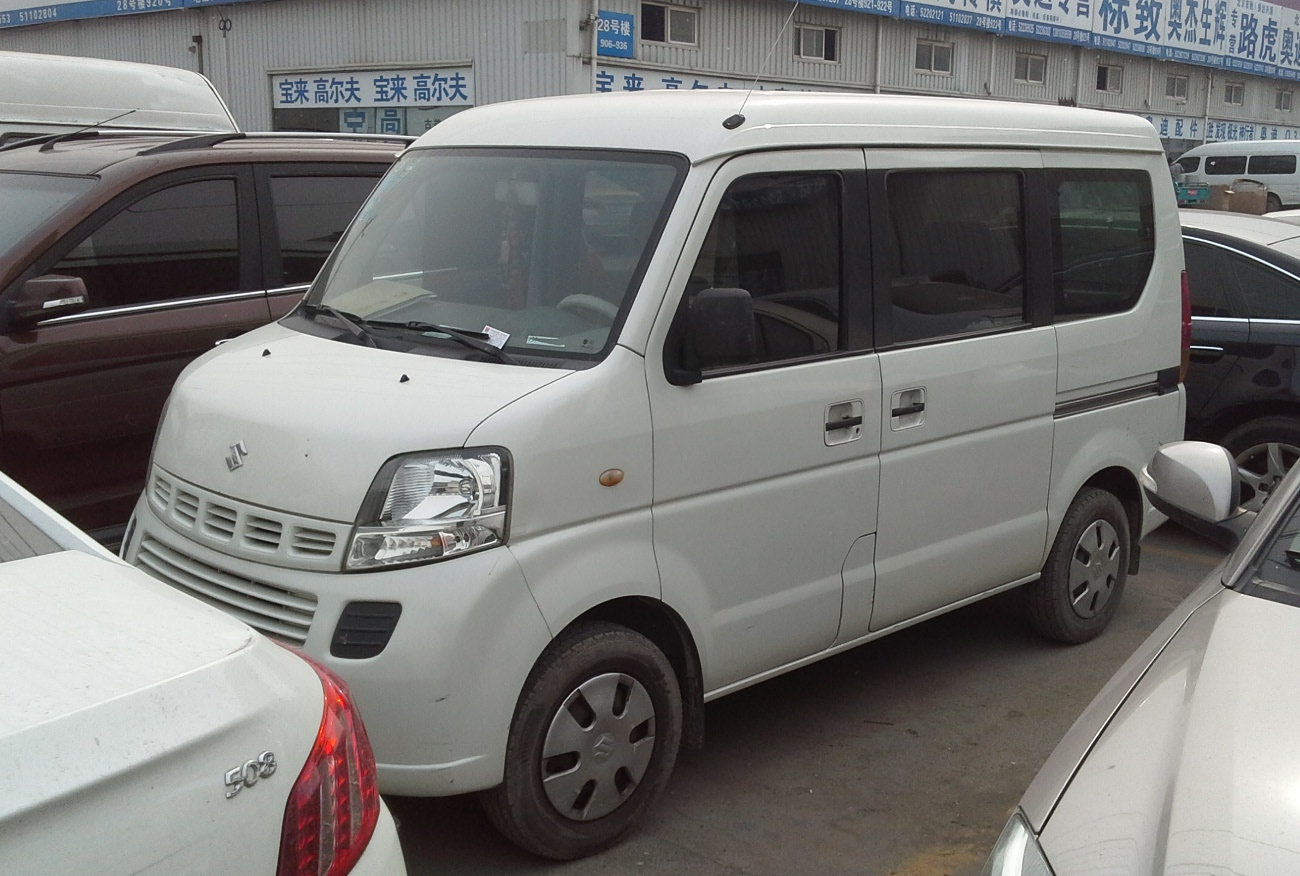

## 外部連結
- （日語）恣意的自動車大百科：スズキ:エブリィ プラス＆ランディ(DA32W型) （页面存档备份，存于）